# 1962 في الأردن
فيما يلي قوائم الأحداث التي وقعت خلال عام 1962 في الأردن.

## كتب
من الكتب التي صدرت هذه السنة في الأردن:
- 1 يناير – الكون الأحدب من تأليف عبد الرحيم بدر.

## مواليد

### يناير
- 1 يناير – أمجد العضايلة سياسي أردني.
- 1 يناير – أيمن الصفدي سياسي ووزير أردني.
- 30 يناير – عبد الله الثاني بن الحسين ملك المملكة الأردنية الهاشمية الرابع.

### ديسمبر
- 8 ديسمبر – دينا قعوار سياسية أردنية.

## وفيات

### يناير
- 1 يناير – فوزي الملقي (مواليد 1910) سياسي أردني.